# Fáris
Fáris foi uma cidade da Messênia.

## Mitologia
A cidade foi fundada por Fáris, filho de Hermes e Filodameia, filha de Dânao.
Outros personagens:
- Telégone, filha de Fáris (filha única, segundo Pausânias)[1]
- Orsíloco, filho do deus-rio Alfeu[1][2] e de Telégone[1]
- Díocles, filho de Orsíloco[1][2] (segundo Pausânias, foi rei de Fáris[1])
- Vários descendentes de Díocles, alguns deles foram reis de Fáris: Créton, Orsíloco,[1] Anticleia, Nicômaco e Górgaso.[3]